# 茶馬古道

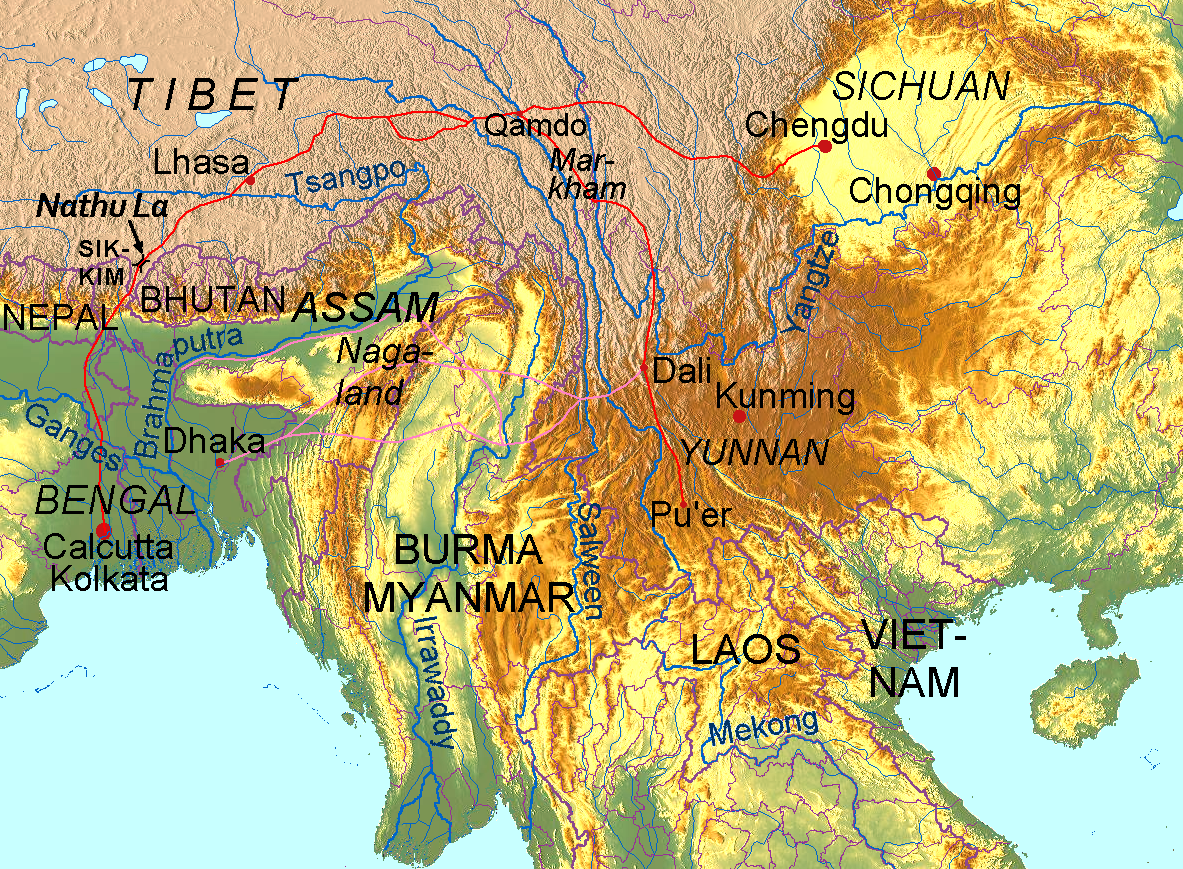
茶馬古道（濃い赤線）

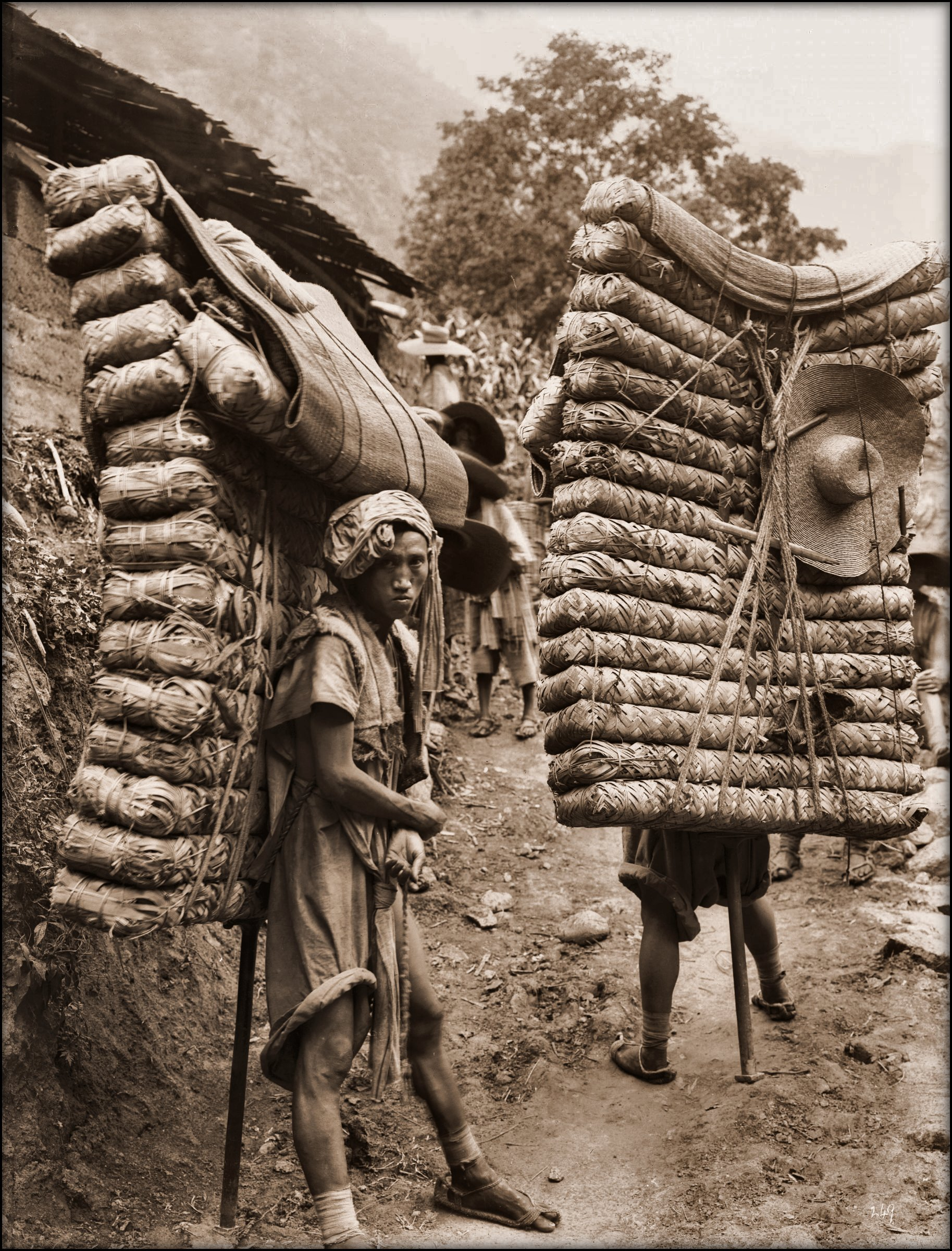
茶の運搬。1908年、四川省。

茶馬古道（ちゃばこどう）とは、雲南省で取れた茶（磚茶）をチベットへ人および馬で運んだことから名付けられた交易路である。7世紀の唐や吐蕃の時代にはすでに交易が始められ、20世紀中ごろが流通の絶頂期と言われていて、毛沢東が自動車道を雲南に作るまでこの茶馬古道は使われていた。関連する交易路も含め、西南シルクロード（Southwest Silk Road）、南のシルクロード（Southern Silk Road）とも呼ばれる。
雲南省南部の易武が起点。途中、景洪市やプーアル、那柯里などのメコン川沿いで寝泊まりしながら雲南省を北上し、虎街では町の真ん中を茶馬古道が通っている。その後、雲南の最初の王国・南詔国の都・巍山から大理を経由し、麗江市からは長江沿いを行き、ガダン・ソンザンリン寺院などを経由しながら雲南を出る。
チベット 、ミャンマー 、ネパール 、インド などへ抜ける幾つかのコースがある。四川省を起点とするコースも含める。
主な交易品は雲南地域より塩、茶、銀製品、食料品、布製品、日用品など。チベット地域より毛織物、薬草、毛皮など。チベットを経由してインド･ネパールで生産されたの物資も雲南に届いたと言う。茶馬古道の要衝といわれる有名な都市にラサ、徳欽、迪慶、昌都、芒康、麗江、大理、思茅などがある。